# Mitsukuriella inflexa
Mitsukuriella inflexa is een zeekomkommer uit de familie Vaneyellidae.
De wetenschappelijke naam van de soort werd in 1908 gepubliceerd door René Koehler & Clément Vaney.